# Niels Muus

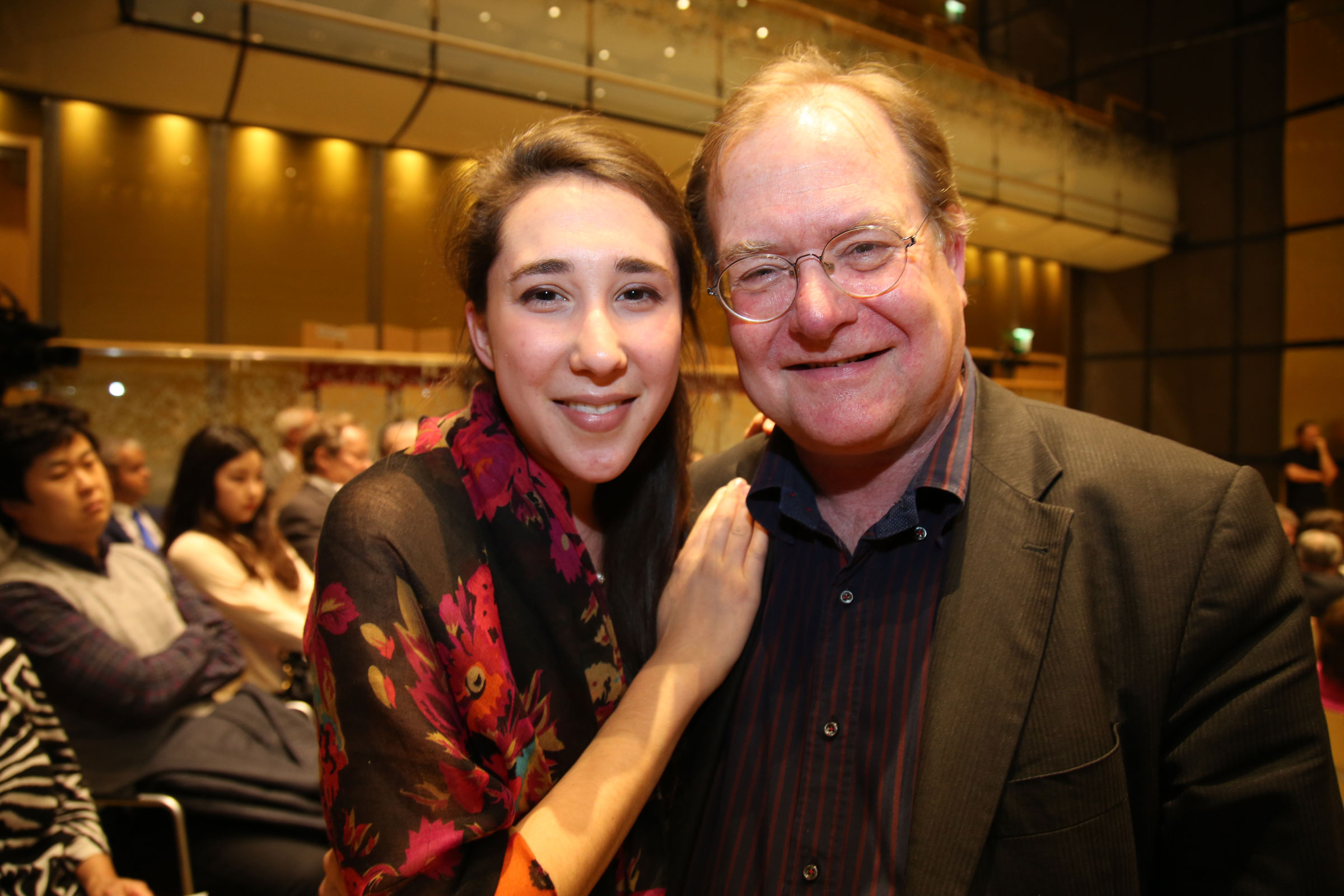
Miriam Albano und Niels Muus beim Hilde-Zadek-Gesangswettbewerb 2015

Niels Muus (* 1958 in West Chester, Pennsylvania) ist ein dänischer Pianist und Dirigent.

## Leben
Seine musikalische Ausbildung erhielt Niels Muus an der Musikhochschule in Aarhus und bei Lehrern wie Franco Ferrara, Jakob Gimpel, Tatjana Nikolajewa und Carlo Zecchi.
Von 1992 bis 1999 war er Erster Kapellmeister am Tiroler Landestheater Innsbruck, wo er neben der Pflege des italienischen Opernrepertoires für international beachtete Ausgrabungen wie z. B. Maskarade von Carl Nielsen und Antikrist von Rued Langgaard verantwortlich war. Anschließend wechselte er als Dirigent und Casting Direktor an die Wiener Volksoper, wo er insgesamt vier Jahre lang tätig war. 
Als Dirigent tritt er international an renommierten Konzerthäusern wie der Berliner Philharmonie, am Gewandhaus (Leipzig), der Tokyo Opera City und der Accademia Nazionale di Santa Cecilia in Rom in Erscheinung. Als Liedbegleiter feierte er am Théâtre des Champs-Elysées in Paris und in der Londoner Wigmore Hall große Erfolge. Er war bei zahlreichen internationalen Musikwettbewerben wie „Belvedere“ (Wien), Concorso Toti dal Monte (Rovigo) und Concurso AEOS (Madrid) als Jurymitglied tätig und wird oft als Gastlehrer eingeladen.
Seit 2005 ist Muus Musikdirektor des Musikfestival Steyr in Oberösterreich.

## Repertoire
Muus gilt als Spezialist im italienischen Opernfach, arbeitet aber auch gerne mit zeitgenössischen Komponisten zusammen. Die bisherigen Höhepunkte seiner Karriere waren Aufführungen von L’elisir d’amore (Macerata), L’assedio di Corinto (Korinth – Kultur Olympiade), Aida (Peking, Reggio Calabria), Rusalka (Moskau), Die Fledermaus (Moskau, Tokio), Otello (Ankara), Falstaff (Rovigo, Trento, Bozen) und Satyricon (Darmstadt).

## Auszeichnungen
Muus erhielt für seine Arbeit bereits zahlreiche internationale Auszeichnungen: Für die Einspielung von Gaetano Donizettis L’elisir d’amore den „Critic's Pick“ der New York Times, für Antikrist des dänischen Komponisten Rued Langgaard den „Critic's Choice“ der Deutschen Grammophon und schließlich für La Pastorella (mit Akiko Nakajima und Peter Schmidl) eine Nominierung für den Preis der deutschen Schallplattenkritik.